# (24685) 1990 FQ
1990 أف كيو (ويعرف أيضًا باسم (24685) 1990 أف كيو وفق تسمية الكوكب الصغير) (بالإنجليزية: 1990 FQ)‏ هو كويكب ضمن حزام الكويكبات؛ وترتيبه 24685 من حيث الاكتشاف.
اكتُشف هذا الجُرم الفلكي بواسطة اليانور إف. هيلين في 23 مارس 1990.

## وصلات خارجية
- (24685) 1990 FQ في قاعدة بيانات مختبر الدفع النفاث لأجرام النظام الشمسي الصغيرة

- الاكتشاف · مخطط المدار ·  العناصر المدارية · المعلمات المادية

- (24685) 1990 FQ على موقع ويكي سكاي: DSS2, SDSS, GALEX, IRAS, Hydrogen α, X-Ray, Astrophoto, Sky Map, Articles and images